# Abraxas deleta
Abraxas deleta är en fjärilsart som beskrevs av Cockerell 1889. Abraxas deleta ingår i släktet Abraxas och familjen mätare. Inga underarter finns listade i Catalogue of Life.